# The Million Dollar Homepage
The Million Dollar Homepage är en webbplats skapad 2005 av Alex Tew, en student från Wiltshire i England, för att tjäna pengar till sin utbildning. Startsidan består av en miljon pixlar sorterade i ett 1000 × 1000 pixlar stort rutnät. Pixlarna såldes för en dollar styck, i block om 10 × 10 pixlar. Köparna av pixelblocken fick välja ut en liten bild som skulle visas på rutnätet, en URL som bilden skulle länka till och en kort slogan som skulle visas när muspekaren fördes över bilden. Målet med webbplatsen var att sälja alla pixlar och således tjäna en miljon dollar. Enligt The Wall Street Journal har projektet inspirerat andra webbplatser att börja sälja pixlar.
Efter att ha lanserats 26 augusti 2005 blev webbplatsen snabbt ett internetfenomen. Alexa-rankningen, över de mest trafikerade webbplatserna, nådde som mest 127, och i december 2010 var den 33 966. Den 1 januari 2006 lades de sista 1 000 pixlarna upp för auktion på eBay. Budgivningen avslutades den 11 januari med ett vinnande bud på 38 100 dollar, vilket gjorde att den totala inkomstsumman för projektet blev 1 037 100 dollar. Under auktionen utsattes webbplatsen för en DDoS-attack, med tillhörande lösesumma för att få sidan tillbaka. I och med attacken blev det svårt för besökarna att nå webbplatsen under cirka en vecka, innan systemet blev säkrat. FBI och Wiltshirepolisen utredde attacken och utpressningsförsöket.

## Utveckling
Redan från början visste jag att idén hade potential, men det hade kunnat gå hur som helst. Jag tänkte att jag inte hade någonting att förlora (förutom de 50 euro det kostade att registrera domännamnet och webbhotellet). Jag visste att idén var tillräckligt ovanlig för att väcka intresse... Internet är ett väldigt kraftfullt medium.
Alex Tew, en student från Cricklade i Wiltshire, England grundade The Million Dollar Homepage i augusti 2005, när han var 21 år gammal. Han skulle precis börja en handelsutbildning på Universitetet i Nottingham och var rädd att han skulle lämnas med höga studieskulder som skulle ta flera år att betala av. Som en idé för att tjäna pengar bestämde sig Tew för att sälja en miljon pixlar på en webbplats för en dollar styck. Köparna skulle få lägga in valfri bild och kunna ange en URL till deras webbplats. Pixlarna såldes i amerikanska dollar istället för brittiska pund eftersom USA har ett större antal människor uppkopplade till Internet och Tew trodde att fler skulle kunna ta del av projektet om pixlarna såldes i amerikansk valuta. År 2005 var punden dyrare än dollarn: ett pund var värt ungefär 1,80 dollar, och det priset hade kanske varit för dyrt för många potentiella köpare. Tews startkostnader var 50 euro, vilket täckte domännamnet och ett simpelt webbhotell. Webbsidan gick online den 26 augusti 2005.
Startsidan innehöll en banner med sidans namn på, en räknare som visade antal sålda pixlar, en meny med länkar till nio undersidor och ett tomt rutnät med 1 000 000 pixlar indelade i 1 000 block om 100 × 100 pixlar. Tew lovade kunderna att webbplatsen skulle finnas online i minst fem år, till den 26 augusti 2010.

## Pixelförsäljning
Eftersom enskilda pixlar är svåra att urskilja såldes pixlarna i block om 10 × 10 stycken, och minimumpriset var således 100 dollar. Den första försäljningen, tre dagar efter att sidan startats, var till en musikwebbsida som ägdes av en vän till Tew. Han köpte 400 pixlar i ett block om 20 × 20 stycken. Efter två veckor hade Tews vänner och familj köpt sammanlagt 4 700 pixlar. Fram till den här tidpunkten hade webbplatsen bara marknadsförts mun till mun. När Tew hade tjänat 1 000 dollar skickades ett pressmeddelande ut, som intresserade BBC. Den brittiska tidningen The Register om nyheter i teknikvärlden skrev två artiklar om The Million Dollar Homepage i september. I slutet av månaden hade projektet tjänat 250 000 dollar, och sidan var rankad som nummer 3 på Alexas lista över inflytelserika webbsidor, efter Britney Spears och Photo District News webbplatser. Den 6 oktober meddelade Tew att webbplatsen hade 65 000 unika besökare och att den röstats upp 1 465 gånger på webbplatsen Digg, vilket gjorde den till en av de mest omtyckta länkarna på Digg den veckan. Elva dagar senare hade siffran stigit till 100 000 unika besökare. Den 26 oktober, två månader efter att webbsidan lanserats, hade mer än 500 900 pixlar sålts till 1 400 kunder. På nyårsafton meddelade Tew att sidan hade 25 000 unika besökare varje timme och hade en Alexarank på 127, samt att 999 000 av de 1 000 000 pixlarna var sålda.
Den 1 januari 2006 meddelade Tew att eftersom intresset för de sista 1 000 pixlarna var så stort så vore det rättvisaste att auktionera ut dem på eBay, istället för att förminska hela grundidén och exklusiviteten med projektet genom att skapa ytterligare en pixelförsäljningssida. Auktionen pågick i tio dagar och det lades 99 godkända bud. Det lades visserligen ett antal bud med stora summor som 160 109,99 dollar, men de blev antingen tillbakadragna av budgivaren eller ogiltigförklarade som bluffbud. "Jag kontaktade faktiskt dessa personer via telefon och det visade sig att de inte var seriösa, vilket är väldigt frustrerande, så jag tog bort de buden i sista minuten", sa Tew. Det vinnande budet landade slutligen på 38 100 dollar, och lades av MillionDollarWeightLoss.com, en webbshop med dietprodukter. Tew sade att han trott att slutbudet skulle vara högre med tanke på den uppmärksamhet projektet fått i media. The Million Dollar Homepage fick en total inkomst på 1 037 100 dollar på fem månader. Efter diverse utgifter, skatter och donation till The Prince's Trust, en välgörenhetsorganisation för unga människor, beräknade Tew att hans nettoinkomst var 650 000–700 000 dollar.
Bland pixelköparna finns bland annat Panda Security, Book of Cool, The Times, Cheapflights.com, Tenacious D, Independiente Records och Yahoo!.

## Media
Efter pressmeddelandet i september som först väckte intresse för webbplatsen omnämndes The Million Dollar Homepage i artiklar på BBC Online, The Register, The Daily Telegraph, och PC Pro. Tew medverkade även i de nationella morgonprogrammen Sky News Sunrise och BBC Breakfast för att diskutera projektet.
I november hade webbsidan blivit populär över hela världen, efter att ha fått uppmärksamhet av Financial Times Deutschland i Tyskland, TVNZ på Nya Zeeland, Terra Networks i Latinamerika, China Daily i Kina och speciellt i USA där projektet nämndes i Adweek, Florida Today och Wall Street Journal. Tew anställde en presstalesman i USA för att ta hand om det amerikanska mediatrycket. Han gjorde även ett veckolångt besök i USA, där han intervjuades av ABC News Radio,, Fox News Channel, Attack of the Show! och lokala nyhetsprogram.
Idén beskrevs som "simpel och briljant", "smart", "fyndig" och "en unik plattform för annonsering som till och med är lite rolig". Don Oldenburg på Washington Post var en av få som inte hyllade webbplatsen. Han ansåg att sidan var en öken av spam, annonser och poppuppfönster.

## DDoS-attack
Den 7 januari 2006, tre dagar innan auktionen av de sista 1 000 pixlarna var tänkt att avslutas, fick Tew ett e-postmeddelande från en organisation kallad "The Dark Group", där det framgick att The Million Dollar Homepage skulle utsättas för en DDoS-attack om han inte betalade 5 000 dollar innan den 10 januari. Eftersom Tew trodde att hotet var en bluff ignorerade han det. Men en vecka senare fick han ytterligare ett meddelande: "Hej din hemsida är under attack, för att stoppa DDoS-attacken skicka 50000$ till oss." Återigen ignorerade han hotet, och webbsidan blev översvämmad av trafik och e-post så att den kraschade. "Jag har inte svarat någon av dem eftersom jag inte vill ge dem det nöjet, och jag tänker verkligen inte betala några pengar. Vad som händer med min webbplats är rena terrorismen. Om man betalar dem kommer det bara ske ytterligare attacker", sa Tew.
Webbsidan var oåtkomlig för besökare i en vecka innan serverns säkerhetssystem uppgraderades genom att trafiken slussades genom ett anti-DDoS-filter. Wiltshirepolisen och FBI togs in för att utreda hotet och attacken, och menade att de kom från Ryssland.

## Liknande webbplatser
Många andra webbplatser började efter denna succé sälja annonser i pixelformat. Om dessa sidor sa Tew: "De dök upp nästan omedelbart och nu finns det hundratals webbplatser som säljer pixlar. Härmaporna tävlar dock bara med varandra." "De har väldigt få annonser, så jag antar att det inte går så bra för dem. Idén fungerar bara en gång, det är det nya folk vill ha. Alla härmande sidor kommer bara ha ett rent humoristiskt värde medan min bara har humorn som ett plus. Så jag säger lycka till, till imitatörerna."